# VeggieBoards
VeggieBoards är en av de största och mest aktiva internetforumen för vegetarianer och veganer. Forumet behandlar frågor som rör vegetarianism, veganism, djurskydd, djurens rättigheter, miljö, hälsa, fysisk kondition och recept. I juni 2012 hade forumet över 48 000 registrerade medlemmar och fler än 3 miljoner inlägg. I maj 2012 bytte VeggieBoards ägare för första gången sedan starten. Forumet ägs nu av Huddler och använder Huddler programvara som plattform. VeggieBoards lanserades i december 2000. Den första stora gruppen av medlemmar kom från forumet på Vegan Outreach som lades ned i början av 2001. Nästa stora våg av nya medlemmar kom i april 2003 när forumet på VegWeb stängdes ned och uppmanade medlemmarna att bli medlem i VeggieBoards. Ursprungligen var VeggieBoards programvara UBB.classic, men den ersattes av vBulletin någon gång mellan 2001 och 2002. Alla användarkonton gick förlorade i processen, så användarna fick bli medlem på nytt.